# 354-й стрелковый полк
354-й стрелковый полк (эст. 300. Laskurpolk) (в/ч 62851) — эстонский стрелковый полк, воевавший в годы Великой Отечественной войны в составе 7-й Эстонской стрелковой дивизии и 8-го Эстонского стрелкового корпуса.

## Командование

### Командиры[1]
- Сауэсельг Артур-Александр Иосипович (22 февраля — 28 сентября 1942)
- Пехк, Эльберт Матвеевич (28 сентября 1942 — 5 января 1943, погиб)
- Эрмель, Альфред Петрович (6 января — 5 июля 1943)
- Лепп, Пётр Мартынович (5 июля — 29 сентября 1943)
- Горн, Эльмар Иванович (29 сентября 1943 — 22 апреля 1944)
- майор О. Ф. Андреев, заместитель по строевой части

### Начальники штаба полка
- Саадре Освальд Виллемович, начальник штаба
- капитан Б. И. Писарев, начальник штаба

### Комиссары
- Рюютли, Оскар Яковлевич, старший полковой комиссар[2]
- Фельман, Александр Иванович, заместитель полкового комиссара
- капитан Габраль, Ганс Гансович, заместитель по политчасти

### Другие военнослужащие
- капитан Ульм, Арнольд Мартович, командир батальона
- старший лейтенант Виллем Кюбар, командир батальона (1944)
- полковник Вэрк, Василий Иванович[эст.][3]
- Тормок, Рейн Александрович
- Эрмель, Альфред Петрович (ранен)

## Структура
- 1-й батальон 354-го стрелкового полка
- 2-й батальон 354-го стрелкового полка
- 3-й батальон 354-го стрелкового полка